# Papa Winnie
Papa Winnie, pseudonimo di Carlisle Winston Peters (Bequia, 7 marzo 1955), è un cantante sanvincentino.

## Biografia
Papa Winnie è nato nell'isola di Bequia dello stato di Saint Vincent e Grenadine. Nella sua famiglia alcuni membri erano cantanti dilettanti di calypso, noti solo a livello locale.
Specializzato nel genere reggae fusion, ha ottenuto successo soprattutto nell'America Latina, in Asia e in Italia a cavallo tra gli anni ottanta e novanta.
Nel corso della sua carriera ha pubblicato i fortunati album One Blood One Love e Rootsie & Boopsie, prodotti e arrangiati da Mario Natale, Roberto Turatti e Silvio Melloni, usciti entrambi nel 1989 per le etichette discografiche N.T.M. Records ( M. Natale, R. Turatti, S. Melloni) e BMG Ariola.
Ha partecipato, in Italia, ai Festivalbar del 1989 e del 1990 rispettivamente con i brani Rootsie & Boopsie, singolo di buon successo commerciale, e Brothers and Sisters.
Nel 1990 ha gareggiato al Festival di Sanremo 1990 in abbinamento con Francesco Salvi cantando la versione in chiave reggae del brano intitolato A.
Negli anni 90 è stato l'artefice del successo della formazione brasiliana O Rappa, che lo ha accompagnato in vari tour.
Nel 2001 ha preso parte alla trasmissione La notte vola, gara musicale tra i brani più famosi degli anni ottanta, nella quale ha ripresentato il suo successo del 1989 Rootsie & Boopsie.

## Discografia

### Album in studio
- 1989 – One Blood One Love
- 1989 – Rootsie & Boopsie
- 1993 – You Are My Sunshine

### Singoli
- 1988 – April the Sweetest Girls
- 1989 – Rootsie & Boopsie
- 1990 – A
- 1990 – Brothers and Sisters
- 1990 – Get Up
- 1993 – Please Stay
- 1993 – Someday, New Day
- 1994 – I Can't Stop Loving You
- 1996 – All of My Heart
- 2003 – Money Problems